# 江口貴敕
江口贵敕（日语：／ Eguchi Takahito，1971年8月28日—）是日本电子游戏作曲家及编曲家。他以与作曲家同事松枝贺子合作创作多部原声而知名，其中做著名的作品为《保镖》和《最终幻想X-2》。他在六岁时听到邻居弹钢琴后，就对音乐产生兴趣。他在东京音乐学院尚美上学时结识松枝。
他于1998至2003年间在史克威尔艾尼克斯工作，之后则在Wave Master就职；自此开始，他尝试过各种电子游戏开发次要职务，并为三部动画连续剧配乐。此外他还在下村阳子的专辑《Murmur》中演奏钢琴。江口在他生涯早年主要创作电子音乐，但现在几乎完全专注于管弦乐作、编曲。

## 传记
江口贵敕生于日本长崎县，在6岁听到邻居弹钢琴后便对音乐萌生兴趣。它的父亲是一名柔道运动员，最初试图让他走上体育运动，但最终同意他学钢琴，只要他同意和他妹妹一起学习。江口进入东京音乐学院尚美，并在此结识了长期合作伙伴松枝贺子。在从音乐学院毕业后，江口制作了大量乐曲，在一个乐团单人键盘手，并担任软件设计师。在1995年松枝为首个游戏项目《前线任务》，他给了一些关于音乐处理的建议。应她的请求，江口还为《圣龙传说》（1996年）原声音乐附加光盘的《圣龙传说主题曲～开场曲》曲目改编配器。
江口在1998年加入史克威尔（今史克威尔艾尼克斯），他的第一份工作是和松枝合作配乐的《极速横滨》（1999年）。虽然他的职务不如松枝重要，但却负责了片头和片尾曲、多数的战斗主题曲，以及附加曲目《单挑站重混》。江口和松枝再次在2000年PlayStation 2游戏《保镖》中合作。相比于上款游戏，这次他创作了更多的音乐；他创作的流行民谣《Forevermore》由纳拉达·麦可·华登编曲，Sunny Hilden填词，仙尼丝以《Love Is the Gift》为名演奏，成为了英文版的主题曲。歌曲还作为促销单曲销售。2002年江口为下村阳子的《王国之心》曲目《Hand in Hand -Reprise-》编曲。
江口继续和松枝为《最终幻想X-2》（2003年）谱曲 。尽管原声被评论和爱好者等严厉批评，但其因低预算而获得商业成功。他还为游戏音乐配器，并为《Real Emotion/千言万语》作曲。2004年，江口和松枝为《最终幻想X-2国际版 + 最终任务》谱曲，并为《最终幻想X-2钢琴选辑》编了3首乐曲。《钢琴选辑》使他们在史克威尔艾尼克斯的最后一个项目，之后他们都退出了公司。他在离开后参与了多个动画项目；他是《天使怪盜》（2003年）和《魔法人力派遣公司》（2007年）的共同作曲者，并独自完成了《聖魔之血》（2005年）的配乐。他还混音了下村编曲的《暗黑编年史高级编曲》专辑，并在她的声乐专辑《Murmur》中演奏钢琴。2006年，他为Xbox 360游戏《刺猬索尼克》创作了三首乐曲和两首编曲；他还参与了2008年续作《索尼克 释放》的音乐创作。此后他还参与个多个索尼克团队游戏，如：《超级猴子球：平衡滚球》、《索尼克 色彩》、《索尼克 世代》、《节奏小偷和皇帝的宝藏》以及《索尼克 失落的世界》。

## 音乐风格与所受影响
江口和松枝合作的配乐主要为爵士和电子音乐；江口则大多数电子音乐。江口和松枝大量合作的《保镖》原声使用了摇滚、电音音乐和融合爵士乐。江口是一名专业钢琴家，并经常在自己的作品中使用钢琴。他表示他大多时间都在自己的家庭工作室创作编曲，并请朋友帮忙录制原音乐；不过如果这些录音质量不足，江口就会使用在公司的工作室的录音。他称在音乐创作完成前，他每周总共只睡三四个小时。
在2006年加入WaveMaster后，江口转型开始几乎只使用管弦乐风格。在一些项目中，他曾协助同事的弦乐和键盘编曲，并创作自己的材料。
他称他受到伊戈尔·斯特拉文斯基、坂本龙一和迈尔斯·戴维斯的音乐影响。在问及他希望和哪些音乐家合作时，他回答称，“一个已经逝去的音乐家，迈尔斯·戴维斯。在世的音乐家则有很多可说。其中几名是贺比·汉考克、艾瑞莎·弗兰克林和坂本龙一。”在从各种爵士乐、电子乐、现代主义和流行乐家处获得灵感后，他开始对作曲产生兴趣。

## 音乐作品
| 电子游戏 | 电子游戏                     | 电子游戏                       | 电子游戏                                                   |
| 年份     | 作品                         | 角色                           | 合作者                                                     |
| -------- | ---------------------------- | ------------------------------ | ---------------------------------------------------------- |
| 1999     | 极速横滨                     | 作曲/编曲                      | 松枝贺子                                                   |
| 2000     | 保镖                         | 作曲/编曲                      | 松枝贺子                                                   |
| 2002     | 王国之心                     | 编曲（Hand in Hand -Reprise-） |                                                            |
| 2003     | 最终幻想X-2                  | 作曲/编曲                      | 松枝贺子                                                   |
| 2004     | 最终幻想X-2国际版 + 最终任务 | 作曲/编曲                      | 松枝贺子                                                   |
| 2006     | 刺猬索尼克                   | 作曲/编曲                      | 大谷智哉、南波真理子、小林秀聪、久米康隆、冈元清郎、濑上纯 |
| 2008     | 索尼克 释放                  | 作曲/编曲                      | 大谷智哉、南波真理子、小林秀聪、床井健一、熊谷文惠         |
| 2010     | 超级猴子球：平衡滚球         | 键盘/编曲                      | 大谷智哉、南波真理子                                       |
| 2010     | 索尼克 色彩                  | 键盘                           |                                                            |
| 2011     | 索尼克世代                   | 键盘/编曲                      | 濑上纯、幡谷尚史、理查德·雅克、床井健一                    |
| 2012     | 节奏小偷和皇帝的宝藏         | 作曲/编曲                      | 大谷智哉、幡谷尚史                                         |
| 2013     | 索尼克 失落的世界            | 作曲/编曲                      | 大谷智哉、幡谷尚史                                         |
| 动画     |                              |                                |                                                            |
| 年份     | 作品                         | 角色                           | 合作者                                                     |
| 2003     | 天使怪盜                     | 作曲                           | 长谷川指数                                                 |
| 2005     | 圣魔之血                     | 作曲                           |                                                            |
| 2007     | 魔法人力派遣公司             | 作曲                           | 市川准、佐藤直纪                                           |
| 其它作品 |                              |                                |                                                            |
| 年份     | 作品                         | 角色                           | 合作者                                                     |
| 1996     | 圣龙传说原声音乐             | 编曲                           | Gizaemon de Furuta                                         |
| 2002     | 最终幻想X声乐专辑            | 作曲                           | 松枝贺子、下村阳子、增本直树、石元丈晴、植松伸夫           |
| 2004     | 最终幻想X-2钢琴选辑          | 编曲                           | 松枝贺子、国府弘子、佐山雅弘、菲比亚·雷萨·帕内             |
| 2009     | Sanctuary                    | 编曲                           | 杉森雅和、甲田雅人、水田直志                               |